# 陳嘉勳
陈嘉勋（？—？），福建人，清朝政治人物。同进士出身。
道光二十年（1840年），登進士。道光二十八年（1848年）接替王清渠任华亭县知县一职，同年由金咸接任。